# 알랭 벨레마르

알랭 벨레마르(영어: Alain Bellemare, 1962년 ~)는 캐나다의 기업인으로, 2015년 2월 13일부터 2020년 3월까지 봄바디어의 회장과 CEO를 역임했다. 2018년 11월, 봄바디어의 700만주를 매각하려고 한 것이 발단이 되어 검찰 조사를 받았고, 2020년 3월, 자리에서 물러나야 했다. 셔브룩 대학교와 맥길 대학교에서 공부했다.